# Doddegowdanapalya, Koratagere
Doddegowdanapalya là một làng thuộc tehsil Koratagere, huyện Tumkur, bang Karnataka, Ấn Độ.